# Municipalità locale di Mthonjaneni
La municipalità locale di Mthonjaneni (in inglese Mthonjaneni Local Municipality) è una municipalità locale del Sudafrica appartenente alla municipalità distrettuale di King Cetshwayo, nella provincia di KwaZulu-Natal. In base al censimento del 2001 la sua popolazione è di 50.381 abitanti.
La sede amministrativa e legislativa è la città di Melmoth e il suo territorio è suddiviso in 6 circoscrizioni elettorali (wards). Il suo codice di distretto è KZN285.

## Geografia fisica

### Confini
La municipalità locale di Mthonjaneni confina a nord con quella di Ulundi (Zululand), a est con quella di Ntambanana, a sud con quella di Umlalazi e a ovest con quella di Nkandla

### Città e comuni
- Biyela Kwanguye
- Entembeni
- Kwanguye
- Melmoth
- Mnanyando
- Mtonjaneni
- Obuka
- Randalhurst
- Thubalethu
- Yanguya

### Fiumi
- Kwamazuka
- Mefule
- Mhlatuze
- Munywana
- Nyawushane
- Umvuzane
- Wit Mfolozi